# また巡り逢えた世界
『また巡り逢えた世界』（まためぐりあえたせかい、Into The New World、原題: 다시 만난 세계）は少女時代によるデビューシングル。2007年8月3日にSMエンタテインメントからリリースされた。同年9月12日にはリミックス版として新たにリミックスされた音源が配信された。
曲名の日本語訳は公式には決められていないため、各種文献では「また出会った世界」「再び出会った世界」「まためぐり会う世界」などと訳されたり、英語サブタイトルの“Into the new world”が使われたりすることもある。本項目では「また巡り逢えた世界」と表記する。

## 概要と解説
国民的ガールズグループとして今もなお愛され続けている少女時代によるデビュー作品である。収録曲は、タイトル曲である『また巡り逢えた世界』、『Beginning』、『Perfect For You』と『また巡り逢えた世界』の伴奏のみのバージョンの全4曲で構成されている。
本楽曲は音楽番組のカバーステージや、オーディション番組の課題曲として歌唱されることが多々ある。カバーしたアーティストや、本楽曲を課題曲として使用した番組については#カバーを参照。
また近年ではデモでのプロテストソングとして歌われる事が多く、2016年に梨花女子大学校での抗議デモで歌われた事をきっかけに、LGBTパレードなどで歌われている。詳しくは#プロテストソングを参照。
少女時代がデビューする7年前にこの楽曲が制作され、本来は韓国の4人組音楽グループ「M.I.L.K.」によるセカンドアルバムのタイトル曲の候補として本楽曲が挙げられていたものの、候補が挙げられた翌年に解散となった為白紙撤回となった。
また巡り逢えた世界の作詞を担当したキム・ジョンベは「平凡な愛のストーリーを歌詞に書き留めたくなかった。まさに今始まったばかりのグループとして、これからどんな困難が襲ってきても避ける事はせず、切り抜けていこうというメッセージが込められている曲でもあり、新しい世界に対する恐怖心が非常に高い時期にいるリスナーに共感と勇気を与えられるように作られた曲でもある」とインタビューを通じて語っている。

## 収録曲
| #         | タイトル                                     | 作詞               | 作曲                                                            | 編曲           | 時間  |
| --------- | -------------------------------------------- | ------------------ | --------------------------------------------------------------- | -------------- | ----- |
| 1.        | 「また巡り逢えた世界（Into The New World）」 | キム・ジョンベ     | Kenzie                                                          | Kenzie         | 4:26  |
| 2.        | 「Beginning」                                | ユン・ヒョサン     | Anna-Lena Margaretha Hogdahl、Mattias Lindblom、Anders Wollbeck | ファン・ソンセ | 3:05  |
| 3.        | 「Perfect For You」                          | クォン・ユンジョン | Ingrid Skretting (Warner/Chappell Music scandinavia AB)         | Kenzie         | 3:18  |
| 4.        | 「また巡り逢えた世界（Inst.）」              |                    | Kenzie                                                          | Kenzie         | 4:26  |
| 合計時間: | 合計時間:                                    | 合計時間:          | 合計時間:                                                       | 合計時間:      | 15:12 |

| #         | タイトル                        | 作詞           | 作曲      | 編曲      | 時間 |
| --------- | ------------------------------- | -------------- | --------- | --------- | ---- |
| 1.        | 「また巡り逢えた世界（Remix）」 | キム・ジョンベ | Kenzie    | Kenzie    | 4:26 |
| 合計時間: | 合計時間:                       | 合計時間:      | 合計時間: | 合計時間: | 4:26 |

- 『Beginning』は、外国のアーティストであるPlayの2 Blocks Downをリメイクさせた楽曲である。
- 『Perfect For You（소원）』は、正規一集である『少女時代』にてタイトルを変更した『Honey（소원）』として収録されている。

## 批評
2017年、少女時代の10周年を記念してビルボードが作成した「少女時代の名曲 31選」にて8位に選ばれた。
2021年、35人の音楽評論家と専門家によるソウル新聞とMelonが選定したK-POPの名曲 100で、第6位にランクインした。評論家であるスクィーブは「楽曲の生命力が強く、ラストサビにかけて盛り上がりを見せるこの楽曲の様に、時間が過ぎる程その威力は増している。ハードコアなエネルギー、希望に満ち溢れたメッセージ、無駄のないアンサンブルはまさにアイドルのデビュー曲の教科書である。これ程生命力の強い楽曲は、K-POPをはじめとする大衆音楽において見つけるのが困難だろう。」とコメントした。
2022年、The Korea Heraldが本楽曲に対し「ミレニアム世代による抗議文化に関連する連帯を表す象徴的な歌」と報道をした。

## ライブステージ
公式的には2007年8月5日に放送された「人気歌謡」でのステージが初披露とされているが、実質的な初披露はデビュー前の7月19日にMnetで観客を前に非公開で行われた事前ステージである。
楽曲の振付・ダンスはリリースされる1年前から練習を毎日10時間行なっており、腕の角度や、メンバー間との距離などの各々の個人差で異なってくる部分を1年の間で全て修正を行った。振付は「アンニョン」という歌詞に合わせたアンニョンダンスや、 つぼみの様に手を集めてつぼみの様にするつぼみダンスや、ハイライト部分の蹴り技などのキャッチーな動作が特徴的である。
ステージでは、音源より少し長めのヒョヨンとユリによるダンスブレイクが披露される事が多く、楽曲の一部を省略して歌われる事も多い。
UNの日記念コンサートや、2008年のドリームコンサートなどの一部のライブステージでは、普通のバージョンではない9月に配信されたリミックスバージョンで披露された事があり、2014年に行われた東京ドーム公演や、ユ・ヒヨルのスケッチブックなどの一部のライブステージではバラードバージョンが披露された事がある。それに関連して、オーディション番組のPRODUCE 48では本楽曲のバラードバージョンが課題曲として起用された。

## プロテストソング

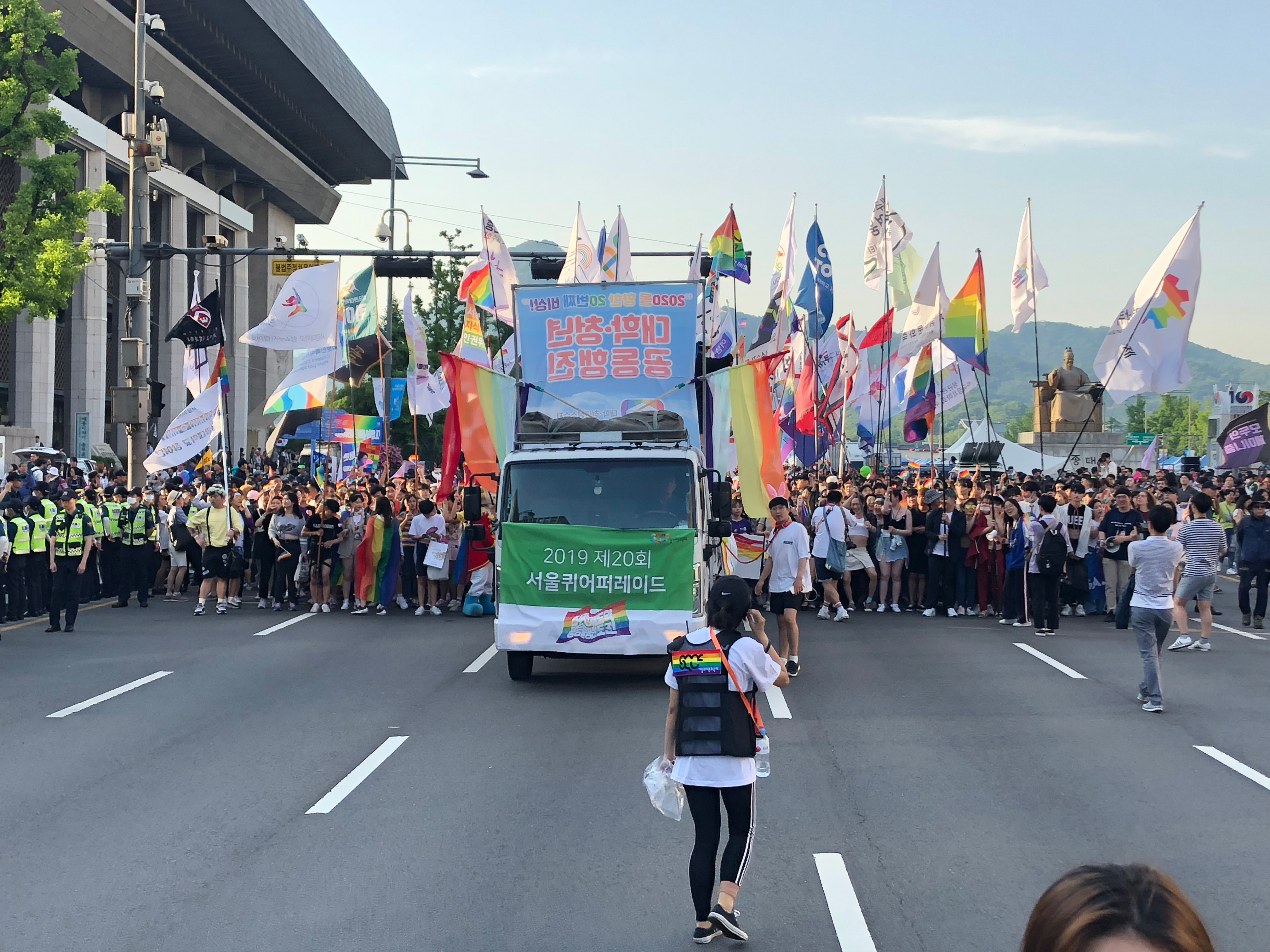
2019年、ソウルで行われたクィア・パレード。

2016年、梨花女子大学校にて行われた2016年の梨花女子大学校学生運動の時にプロテストソングとして「また巡り逢えた世界」が歌われ、SNS上で話題になった事をきっかけに様々な場面で歌われるようになった。
それに対し、少女時代のメンバーであるティファニーは「この楽曲が、新しい意味と良い所で使われていると思う。私も一緒に横で支持したかった。勇気を出した友達のおかげで、私も勇気を出すようになった。誰かが私の映像とこのような話を聞いた時、"あれ？ もう一度考えてみようかな？"という始まりが重要だ」とコメントをした。

### デモなどで実際に使用された例
- 2017年からソウルで行われているクィア・パレードに毎年この楽曲が使用されている[17]。
- 朴槿恵大統領退陣運動でもプロテストソングとしてこの楽曲が歌唱された[19]。音楽チャートにも影響を及ぼし、実際にデモが行われていた時期のMelonのリアルタイムチャートで一位を獲得した事がある[20]。
- 2019年4月11日、韓国での堕胎罪無効化判定が下された事によって行われた集会で本楽曲が使用され、楽曲に合わせて踊る姿が見られた[21]。
- 2019年から2020年にかけて行われた香港での民主化デモや、2020年から2021年にかけて行われたタイ・バンコク都心部でのデモでも本楽曲が使用された[22]。特にタイでのデモでは、デモに参加していたK-POPのファンが歌詞を翻訳するなどの動きが見られた[22]。
- 2024年12月に韓国国会議事堂前で行われた尹錫悦大統領退陣要求デモでも歌われ、デモ参加者がペンライト(応援棒)を手にし、他のK-POP曲と合わせて声を挙げる姿が見られた[23]。

## ミュージック・ビデオ
2022年8月時点で5800万回以上再生されている。2022年1月21日にSMエンタテインメントによる「リマスタリングプロジェクト」によって高画質・高音質化された。
ミュージック・ビデオの初の部分では「Into the New World, Or Not.. It’s Up to Your Choice..（新しい世界に行くか行かないか.. 君の選択次第だ）」という文章が登場する。ミュージック・ビデオでの少女時代のメンバーは各自役割を担っている。
- ユナ - ファッションデザイナー。ブティックに展示する服をデザインしている。
- ユリ - バリスタ。カフェでラテアートを作成している。
- ソヒョン - バレリーナ。建物の屋上でバレエを練習した後に、紙飛行機を飛ばした。
- テヨン - 飛行機の操縦者。スヨンが修理した軽飛行機が作動し、スヨンと幸せを分かち合っている。
- スヨン - 飛行機の修理士。テヨンが操縦した軽飛行機を修理。ミュージック・ビデオの終盤で作動させ、テヨンと幸せを分かち合っている。
- ジェシカ・サニー - グラフィティーアーティスト。壁に「New World 2007」という文字を完成させる。
- ティファニー - スクーターの修理士。スクーターをピンク色にし、花の模様を描くリメイクを行った。完成後につけたナンバープレートには「少女時代 Tiffany」と書かれている。実際にこのピンクのスクーターはSUPER JUNIORのシンドンが使用している[25]。
- ヒョヨン - ダンサー。靴屋で白いトレーニングシューズを購入し、階段で踊る姿が見られる。

## カバー

### 課題曲として使用したオーディション番組
- PRODUCE 101
- アイドル学校
- モモランドを探して
- PRODUCE 48

### カバーしたアーティスト
- I.O.I - 2016年6月5日に開催された『開かれた音楽祭』にてカバーステージが披露された[26]。
- TWICE、I.O.I、Red Velvet、GFRIEND - 2016年12月27日にKBS 2TVで放送された『2016 歌謡大祝祭』にて合同カバーステージが披露された[27]。
- GFRIEND - 2017年3月12日にKBS 2TVで放送された『ユ・ヒヨルのスケッチブック』にてカバーステージが披露された。
- Dreamcatcher - 2017年3月14日にYouTubeにて練習室でのカバー動画が公開された[28]。
- 宇宙少女 - 2018年9月8日に行われた『MBC KOREAN MUSIC WAVE』にてカバーステージが披露された[29]。
- OH MY GIRL - 2018年10月20日に行われた単独コンサート『2018 秋の童話』にてカバーステージが披露された。
- fromis_9 - 2019年1月3日にMnetで放送された『M  COUNTDOWN』にてスペシャルステージとして披露された[30]。
- Cherry Bullet - 2019年2月9日に行われたファンサイン会にて披露された。5月にはYouTubeにて練習室でのカバー動画が公開された[31]。
- (G)I-DLE、IZ*ONE、Weki Meki - 2021年2月25日にMnetで放送された『M COUNTDOWN』にて合同カバーステージが披露された[32]。
- LABOUM - 2021年11月7日に開催された『SUPER CONCERT 2021』にてカバーステージが披露された[33]。
- IVE - 2021年12月9日に1theKのYouTubeチャンネルで公開されたコンテンツ内で披露された[34]。
- 宇宙少女、VIVIZ、STAYC、YENA、NewJeans、(G)I-DLE - 2022年8月11日にMnetで放送された『M COUNTDOWN』のカバー企画動画としてこの楽曲が歌唱された[35]。

## 成績

### 音楽番組首位
- M COUNTDOWN - 2007年10月11日[36]

## リリース日程
| 地域   | リリース日    | フォーマート                 | レーベル             |
| ------ | ------------- | ---------------------------- | -------------------- |
| 全世界 | 2007年8月2日  | デジタル配信                 | SMエンタテインメント |
| 韓国   | 2007年8月3日  | 音盤                         | SMエンタテインメント |
| 全世界 | 2007年9月12日 | デジタル配信（リミックス版） | SMエンタテインメント |